# Zespół Zievego
Zespół Zievego (ang. Zieve's syndrome) – zespół chorobowy, na który składają się:
- alkoholowe stłuszczenie wątroby lub alkoholowe zapalenie wątroby,
- hiperlipidemia,
- żółtaczka,
- niedokrwistość hemolityczna.

Zespół objawów opisał amerykański lekarz, profesor medycyny na University of Minnesota Leslie Zieve (ur. 1915) w 1958 roku.